# Adunarea Constituantă a Luxemburgului
Adunarea Constituantă a Luxemburgului a fost o adunare constituantă, convocată în 1848 la Luxemburg, pentru a scrie și a adopta o nouă constituție națională.
Marele Ducat a fost separat administrativ de Regatul Unit al Țărilor de Jos de la Revoluția belgiană din 1830, dar a rămas în uniune personală cu Țările de Jos. Prima constituție a fost adoptată în 1841 sub Willem al II-lea, dar a fost un document foarte conservator, afirmând autocrația Regelui-Marelui Ducat. Odată cu izbucnirea Revoluțiilor din 1848, Willem a trecut de la conservatorism la liberalism, permițând păstrarea monarhiei în fața unei revolte a simpatiilor liberale.
La 24 martie, un decret al Marelui Duce a solicitat înființarea unei comisii de cincisprezece persoane pentru a investiga modul de menținere a guvernului. La 30 martie, au fost de acord, cu treisprezece voturi pentru, niciunul contra și două abțineri, să convoace o adunare constituantă pentru a rescrie Constituția, iar acest lucru a fost acceptat de Regele-Marele Duce la 1 aprilie. Alegerile pentru adunare au avut loc la 19 aprilie 1848. Adunarea s-a întrunit pentru prima dată pe 25 aprilie, în sediul temporar al guvernului, Ettelbruck, întrucât orașul Luxemburg era considerat prea periculos din cauza atmosferei revoluționară. La 29 aprilie, s-au mutat din nou în Luxemburg, folosind Primăria din Luxemburg recent construită.
Adunarea a adoptat o constituție la 23 iunie și a primit acordul Regelui-Marele Duce la 10 iulie. Constituția adoptată era similară cu constituția liberală a Belgiei, scrisă de Congresul Național în timpul Revoluției belgiene. Singura diferență de fond a fost că nu a fost înființat și un senat, pe care Regele-Marele Duce l-a cerut pentru a echilibra balanța puterii noii Camere a Deputaților. Un senat, Consiliul de Stat, va fi în cele din urmă înființat în 1856, Willem al III-lea prezentând o nouă constituție (conservatoare) împotriva dorințelor Camerei.
Constituția a intrat în vigoare la 1 august 1848, cu un nou guvern sub conducerea fostului guvernator, Gaspard-Théodore-Ignace de la Fontaine, preluând funcția până la organizarea primelor alegeri pentru Camera Deputaților. Acestea au avut loc la 28 septembrie 1848. Camera a avut prima sesiune la 3 octombrie, iar un nou guvern permanent, sub conducerea lui Jean-Jacques Willmar, a preluat funcția la 8 decembrie 1848, finalizând promulgarea constituției.